# 93SNA
1993SNAまたは93SNAとは、国際連合が1993年に勧告した国民経済計算の体系。日本では従来の体系であった68SNAから2000年に移行した。2016年より内閣府は2008SNAへ移行した。

## 特徴

### 所得支出勘定の細分化
「非金融法人企業」「金融機関」「一般政府」「家計」「対家計民間非営利団体」という5つの制度部門別に「所得支出勘定」を取引の段階に応じて「第1次所得の配分勘定」「所得の第2次分配勘定」「現物所得の再分配勘定」「所得の使用勘定」の4段階に分割。細分化した。

### 調整勘定の細分化
資産変動のうち資本取引以外の要因による分を示す「調整勘定」を、「その他の資産量変動勘定」、「再評価勘定」、「その他」に分割した。

### 消費概念の二元化
費用負担の観点からみた「最終消費支出」と、便益享受の観点からの「現実最終消費」に二元化し、同じ消費について異なる見方を提供した。

### ソフトウェア資産の反映
これまで生産活動の段階で消費されるもの（中間消費）として扱い、国内総生産（GDP）には含めてこなかった受注型のコンピューター・ソフトウェア購入を、生産活動に必要な機械などと同様に総固定資本形成（投資・在庫）と見なすことにした。ストックは「無形固定資産」へと分類した。

### 社会資本の減耗
一般政府の所有する社会資本に係る固定資本の減耗分を、その社会資本のサービスの対価と見なし、新たに政府最終消費支出に計上した。

### GNPからGNIへ
68SNAにおける国民総生産（GNP）の概念を廃止し、ほぼ同一の概念として国民総所得（GNI）を導入した。GDPに海外からの純所得を加えた概念であるため、所得概念としてとらえることがより的確であると判断したため。名目GNPは名目GNIとまったく同一だが、実質化にあたり、従来の実質GNPには輸出入の実質的な数量差による純輸出は含まれるものの、輸出入価格（デフレーター）の差によって生じる所得の実質額（＝交易利得）が盛り込まれていないという問題がある。このため、93SNAでは、所得を実質化する際に、交易利得を加えて新たな調整を行った。

## 参照
1. ↑  統計の沿革 - 内閣府